# Maldras
Maldras či Masdras (? – únor 460) byl král germánského kmene Svébů v Galicii. Vládl od roku 456 až do své smrti v roce 460.
Po smrti krále Rechiariuse, který padl v bitvě proti vizigótskému králi Theodorichovi II. se vlády ujal Agiulfo, jeden z Theodorikových velitelů. Agiulfa vládl i jednal arogantním způsobem, zcela odlišně než stanovil Theodorik II, což vedlo k nepokojům mezi Svéby a nakonec i k jeho svržení. Poté Svébové dosadili na trůn Maldrase. Během jeho čtyřleté vlády se kmen Svébů stal nejednotným a roztříštěným.
Maldras byl synem Massilia (či Massila), který byl snad příbuzný krále Hermericha, který vládl Svébům od roku 406. Jeho současník kronikář Hydatius píše, že Svébové měli určitou roli v rozhodování a volbě Maldrase králem. Při volbě nebyli jednotní, část Svébů odmítla Maldrase přijmout za svého vůdce a za krále si zvolili Framtu. Oba po té vládli odděleně. Framta několik měsíců po volbě zemřel a jeho následovníci byli pod vlivem krále Rechimunda, který vládl další části kmene Svébů.
V roce 457 ještě za života krále Framty napadl Maldras se svými lidmi Lusitanii. Po té v předstíraném klidu vstoupil do Lisabonu, když byl se svým lidem vpuštěn do města, tak město vyplenili. V následujících letech i nadále drancovali západní Lusitanii. Později byl obviněn z toho, že zavraždil svého bratra. V únoru roku 460 byl uškrcen snad vlastními muži. Maldrasovi lidé se po jeho smrti přidali na stranu válečného vůdce Frumara. Národ Svébů sjednotil až král Remismund. Isidor ze Sevilly píše, že Remismund byl syn Maldrase, ale k této skutečnosti existují určité pochybnosti